# イリーナ・メレシナ
イリーナ・メレシナ（Ирина Александровна Симагина、Irina Aleksandrovna Meleshina-Simagina、1982年5月25日 - ）はロシアの女子陸上競技選手、専門は走幅跳。リャザン州リャザン出身。2004年アテネオリンピック女子走幅跳銀メダリスト。身長170cm、体重58kg。
アテネオリンピック走幅跳決勝では7m05の記録を残し、タチアナ・レベデワに2cm及ばなかったものの2位となり銀メダルを獲得。3位のタチアナ・コトワも含めて、女子走幅跳の表彰台をロシア代表3人で独占した。2005年5月ソチで7m04の記録を残し、この年の世界ランキング1位となった。8月世界陸上競技選手権ヘルシンキ大会は出場したが棄権した。2006年夏には女の子を出産、2007年初めに競技に復帰した。2008年にはロシア室内選手権で優勝した。2009年世界陸上競技選手権ベルリン大会では6m39の記録で予選落ちした。
2012年2月、禁止薬物のテストステロンに陽性となり2年間の出場停止処分を受けた。

## 主な戦績
| 年度 | 大会名                             | 開催地                    | 順位 | 記録 |
| ---- | ---------------------------------- | ------------------------- | ---- | ---- |
| 2000 | 世界ジュニア陸上競技選手権大会     | サンティアゴ（ チリ）     | 6位  | 6m21 |
| 2002 | ヨーロッパ室内陸上競技選手権大会   | ウィーン（ オーストリア） | 4位  | 6m64 |
| 2003 | ユニバーシアード                   | 大邱（ 韓国）             | 優勝 | 6m49 |
| 2004 | アテネオリンピック                 | アテネ（ ギリシャ）       | 2位  | 7m05 |
| 2004 | IAAFワールドアスレチックファイナル | モンテカルロ（ モナコ）   | 優勝 | 6m74 |
| 2005 | IAAFワールドアスレチックファイナル | モンテカルロ（ モナコ）   | 7位  | 6m47 |
| 2008 | 世界室内陸上競技選手権大会         | バレンシア（ スペイン）   | 3位  | 6m88 |

## 記録
- 走幅跳 - 7m27（2004年7月31日 トゥーラ）

## 参考資料・外部リンク
- イリーナ・メレシナ - ワールドアスレティックスのプロフィール（英語）
- イリーナ・メレシナ - Olympedia（英語）